# Kölskinnbaggar
Kölskinnbaggar (Acanthosomatidae) är en familj inom insektsordningen halvvingar som beskrev 1863 av Victor Antoine Signoret och tillhör underordningen skinnbaggar. Kölskinnbaggar hör till samma överfamilj som bärfisar och påminner om dessa till utseendet, men de båda familjerna kan skiljas åt på att kölskinnbaggarnas tarser har två leder medan bärfisar som tillhör familjen Pentatomidae har tarser med tre leder. Det finns cirka 200 kända arter av kölskinnbaggar världen över. 
I Sverige förekommer åtta arter av kölskinnbaggar. Dessa är hagtornsbärfis, brokig enbärfis, jolsterbärfis, större björkbärfis, trybärfis, blåbärsbärfis, bukprickig björkbärfis och mindre björkbärfis. Storleken varierar mellan 9 och 17 millimeter. De hittas på växtlighet som ris, buskar och träd.